# エルク郡 (カンザス州)
エルク郡（英: Elk County）は、アメリカ合衆国カンザス州の南部に位置する郡である。2010年国勢調査での人口は2,882人であり、2000年の3,261人から11.6%減少した。郡庁所在地はハワード市（人口687人）であり、同郡で人口最大の都市でもある。

## 法と政府
エルク郡はアルコールを禁じる、すなわち「ドライ」の郡である。1986年にカンザス州憲法が修正され、住民は投票で個人が嗜むアルコール飲料の販売を承認できることになったが、ドライを維持している。

## 地理
アメリカ合衆国国勢調査局に拠れば、郡域全面積は650.36平方マイル (1,684.4 km2)であり、このうち陸地は647.29平方マイル (1,676.5 km2)、水域は3.07平方マイル (8.0 km2)で水域率は0.47%である。

### 隣接する郡
- グリーンウッド郡 - 北
- ウィルソン郡 - 東
- モンゴメリー郡 - 南東
- シャトークア郡 - 南
- カウリー郡 - 南西
- バトラー郡 - 北西

## 人口動態

人口ピラミッド

以下は2000年の国勢調査による人口統計データである。
| 基礎データ - 人口: 3,261人 - 世帯数: 1,412 世帯 - 家族数: 923 家族 - 人口密度: 2人/km2（5人/mi2） - 住居数: 1,860軒 - 住居密度: 1軒/km2（3軒/mi2） 人種別人口構成 - 白人: 95.06% - アフリカン・アメリカン: 0.21% - ネイティブ・アメリカン: 0.95% - アジア人: 0.18% - 太平洋諸島系: 0.06% - その他の人種: 1.20% - 混血: 2.33% - ヒスパニック・ラテン系: 2.18% 年齢別人口構成 - 18歳未満: 22.5% - 18-24歳: 5.8% - 25-44歳: 20.0% - 45-64歳: 26.5% - 65歳以上: 25.3% - 年齢の中央値: 46歳 - 性比（女性100人あたり男性の人口） - 総人口: 91.5 - 18歳以上: 91.7 | 世帯と家族（対世帯数） - 18歳未満の子供がいる: 24.4% - 結婚・同居している夫婦: 56.0% - 未婚・離婚・死別女性が世帯主: 6.1% - 非家族世帯: 34.6% - 単身世帯: 32.9% - 65歳以上の老人1人暮らし: 18.6% - 平均構成人数 - 世帯: 2.25人 - 家族: 2.84人 収入と家計 - 収入の中央値 - 世帯: 27,267米ドル - 家族: 34,148米ドル - 性別 - 男性: 28,580米ドル - 女性: 16,219米ドル - 人口1人あたり収入: 16,066米ドル - 貧困線以下 - 対人口: 13.8% - 対家族数: 9.2% - 18歳未満: 18.8% - 65歳以上: 15.0% |

## 都市と町

### 法人化された都市
都市名の後の数字は2010年国勢調査での人口を示す。
- ハワード, 687 - 郡庁所在地
- モリーン, 371
- ロングトン, 348
- グレノラ, 216
- エルクフォールズ, 107

### その他の町
- バスビー
- オークバレー
- ユーポラ

## 郡区
エルク郡は10の郡区に分けられている。どの都市も「政治的に独立」と見なされず、下記郡区の数字に含まれている。下表で「人口中心」は最大都市であり、特に大きな数字でなければ、郡区の人口に含まれるものである。=
| 郡区 | FIPSコード | 人口中心 | 人口  | 人口密度 /km2 (/sq mi) | 陸地面積 km2 (sq mi) | 水域 km2 (sq mi) | 水域率(%) | 座標                                                              |
| --- | ---------- | -------- | ----- | ---------------------- | -------------------- | ---------------- | --------- | ----------------------------------------------------------------- |
| エルクフォールズ                                                                                        | 20325      |          | 196   | 1 (3)                  | 152 (59)             | 0 (0)            | 0.19%     | 北緯37度22分17秒 西経96度12分26秒 / 北緯37.37139度 西経96.20722度 |
| グリーンフィールド                                                                                      | 28550      |          | 321   | 2 (5)                  | 171 (66)             | 1 (0)            | 0.62%     | 北緯37度21分8秒 西経96度27分5秒 / 北緯37.35222度 西経96.45139度   |
| ハワード                                                                                                | 33275      | ハワード | 1,006 | 6 (16)                 | 166 (64)             | 1 (1)            | 0.86%     | 北緯37度28分3秒 西経96度15分14秒 / 北緯37.46750度 西経96.25389度  |
| リバティ                                                                                                | 40025      |          | 117   | 1 (2)                  | 154 (59)             | 0 (0)            | 0.19%     | 北緯37度34分22秒 西経96度1分55秒 / 北緯37.57278度 西経96.03194度  |
| ロングトン                                                                                              | 42675      |          | 530   | 5 (12)                 | 116 (45)             | 0 (0)            | 0.11%     | 北緯37度22分38秒 西経96度5分27秒 / 北緯37.37722度 西経96.09083度  |
| オークバレー                                                                                            | 51950      |          | 154   | 1 (3)                  | 116 (45)             | 0 (0)            | 0.24%     | 北緯37度21分59秒 西経96度1分14秒 / 北緯37.36639度 西経96.02056度  |
| ペインターフッド                                                                                        | 54075      |          | 68    | 0 (1)                  | 154 (59)             | 1 (0)            | 0.37%     | 北緯37度27分35秒 西経96度2分37秒 / 北緯37.45972度 西経96.04361度  |
| パウパウ                                                                                                | 54925      |          | 116   | 1 (2)                  | 141 (54)             | 0 (0)            | 0.24%     | 北緯37度33分19秒 西経96度13分46秒 / 北緯37.55528度 西経96.22944度 |
| ユニオンセンター                                                                                        | 72500      |          | 116   | 0 (1)                  | 371 (143)            | 2 (1)            | 0.46%     | 北緯37度31分44秒 西経96度23分31秒 / 北緯37.52889度 西経96.39194度 |
| ワイルドキャット                                                                                        | 79150      |          | 637   | 5 (12)                 | 135 (52)             | 2 (1)            | 1.35%     | 北緯37度21分33秒 西経96度19分10秒 / 北緯37.35917度 西経96.31944度 |
| Sources: “Census 2000 U.S. Gazetteer Files”. U.S. Census Bureau, Geography Division. 2012年4月1日閲覧。 |            |          |       |                        |                      |                  |           |                                                                   |

## 教育

### 統一教育学区
- ウェストエルク USD 282
- エルクバレー USD 283